# مائوپیتی
مائوپیتی 
(به تاهیتیایی: Maupiti) جزیره ای است در غرب جزایر بادپناه که از جمله مجمع الجزایر انجمن در پلی نزی فرانسه می‌باشند. مائوپیتی غربی‌ترین جزیره آتشفشانی از جزایر بادپناه بوده و در ۳۱۵ کیلومتری (۱۹۶ مایلی) شمال غربی تاهیتی و ۴۰ کیلومتری (۲۵ مایلی) غرب بورا بورا واقع شده است. مائوپیتی ۱٬۲۸۶ نفر سکنه دارد. . بزرگ‌ترین شهر این جزیره وایئه آ 
(به تاهیتیایی: Vaiea) است.

## تاریخچه
قدمت آثار یافت شده در مائوپیتی از پلی‌نزیایی‌های باستان حداقل به سال ۸۵۰ بعد از میلاد می‌رسد. در سال ۱۹۶۲ طی حفاری‌های انجام شده در یک سایت باستانی، پیوندهای فرهنگی اولیه ای را در آثار باقی مانده از بومیان جزیره، با مائوری‌های نیوزلند نمایان نمود.
اولین اروپایی که بر این جزیره پای گذاشت، دریانورد و کاوشگر هلندی یاکوب روخه فین در سال ۱۷۲۲ بود. از نظر تاریخی، این جزیره دارای پیوندهای فرهنگی عمیقی با بورا بورا بود.

## اقتصاد
فرودگاه مائو پیتی، واقع در موُتو (جزیره خرد) توآنای ارتباط هوایی جزیره را با سایر جزایر پلی‌نزی فرانسه را فراهم می‌نماید.
فعالیت اقتصادی اولیه در ماوپیتی تولید توت هندی بود.